# Lavanonia tenuipes
Lavanonia tenuipes är en insektsart som beskrevs av Marius Descamps 1971. Lavanonia tenuipes ingår i släktet Lavanonia och familjen Euschmidtiidae. Inga underarter finns listade i Catalogue of Life.